# Orfelinatul
Orfelinatul (în spaniolă și original El Orfanato), este o producție cinematografică spaniolă din anul 2007. Orfelinatul este filmul de debut al regizorului Juan Antonio Bayona, produsă de studiourile Rodar&Rodar în coproducție cu televiziunea spaniolă Telecinco și prezentată de către regizorul și producătorul mexican Guillermo del Toro. Filmul a fost inspirat de un scurt-metraj al regizorului Sergio G. Sánchez, Sé que estás ahí (Știu că ești acolo) ,în acest scurt-metraj era vorba despre prietenii nevăzuți, invizibili.
Filmul a avut un mare succes atât ca vânzări la casele de bilete cât și la festivalurile de film. Producătorii filmului au adunat din vânzările de bilete în toată lumea 80 de milioane de dolari, iar filmul a fost nominalizat de 61 de ori la festivalurile internaționale de film, reușind să câștige 31 de premii dintre care 7 premii Goya (premii acordate de Academia de Arte și Științe Cinematografice din Spania).

## Relatarea acțiunii
Laura (Belen Rueda) hotărăște să se mute cu familia ei în clădirea care adăpostea orfelinatul în care ea crescuse cu intenția de a-l renova și de a deschide aici un centru social dedicat copiilor cu sindromul Down. Ajuns în acel loc, copilul înfiat al familiei, Simon, care era și purtător al virusului HIV începe a se lăsa implicat în jocuri cu un prieten imaginar Tomás, care purta pe cap o mască făcută dintr-un sac de cânepă. Acestui amic imaginar în timp i se mai alătură în alți 5 amici. Datorită faptului că Simon era mai tot timpul implicat în joaca cu copiii imaginari , mama sa Laura începe să devină îngrijorată. La îndrumarea unui asistent social, Laura primește vizita Benignei Escobedo, care posedă arhiva adopției unde se explică faptul că Simon e seropozitiv. În noaptea aceleași zile, Laura o va găsi cotrobăind în magazia de lemne pe această Benigna Escobedo, dar reușește să scape înainte de a o prinde. Mai târziu, Simon îi explică mamei sale un joc pe care l-a învățat de la prietenii imaginari. Acest joc constă în căutarea unui obiect prin urmărirea unor piste, iar la sfârșitul acestor căutări odată cu găsirea obiectului se va împlini și o dorință. La unul dintre aceste jocuri, pista ducea la actele de adopție și atunci Laura îl ceartă că se amestecă în treburile celor mari și îl sfătuie să nu se mai prefacă că se joacă cu copii invizibili. Apoi, Simon îi spune că e o mincinoasă , că ea nu e mama lui și că el va muri cât de curând și că aceste lucruri i le-au spus copiii imaginari.
Mai târziu, Laura organizează o petrecere cu familiile și copii care suferă de sindrom Down. În timpul petrecerii Laura îl ceartă pe Simon, apoi acesta dispare. În timp ce Laura îl căuta, îl vede pe Tomas, amicul nevăzut al lui Simon și acesta o încuie în baie. Apoi, continuă cercetările împreună cu poliția și se bănuiește că Beninga ar putea fi autoarea răpirii. 

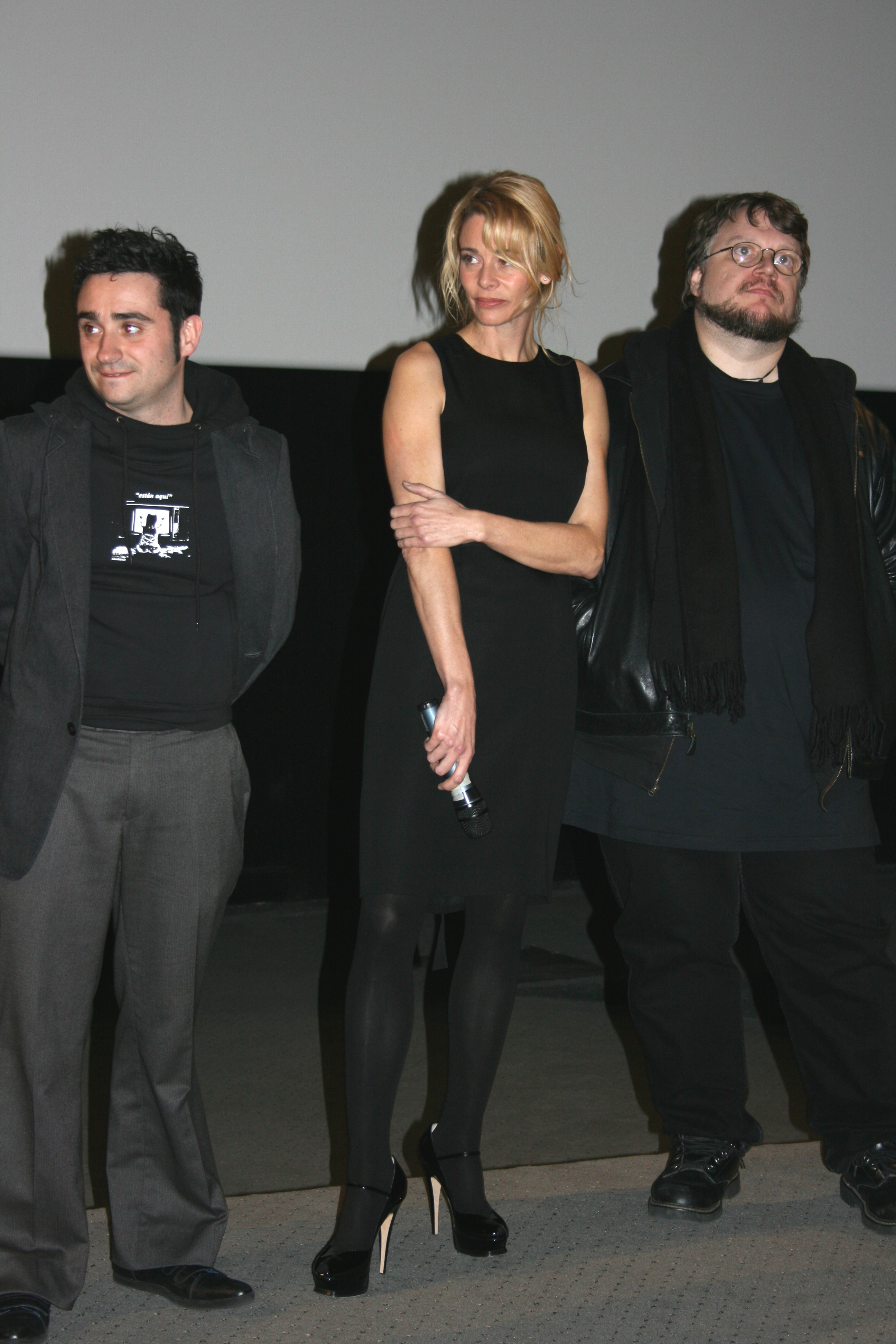
Juan Antonio Bayona, Belen Rueda şi Guillermo del Toro

După șase luni, Laura și Carlos au zărit-o întâmplător prin oraș pe Benigna, ducând un căruț de copii, și strigând-o aceasta s-a speriat și a intrat cu sub roțile unui camion și moare în aceiași clipă. Mergând la locul accidentului au văzut că în căruț era doar un sac de cânepă, asemănător sacului pe care îl purta în cap Tomas, amicul straniu al fiului ei. Poliția inspectându-i ulterior casa, descoperă că Benigna lucrase la acea casă de copii unde crescuse și Laura și că avusese un copil pe nume Tomas. Tomas se născuse cu o malformație care îi afectase puternic conformația feței și din această cauză purta o mască. Copilul murise înecat într-o peșteră unde se ascunsese rușinat de faptul că ceilalți copii de la orfelinat i-au îndepărtat masca de pe față și văzându-l au râs de el. El refugiindu-se în peștera de la țărmul mării, s-a înecat din cauza faptului că mareea a crescut iar el a fost prins ca într-o capcană de ape, ne mai reușind să iasă la mal.
Pentru a descoperi ce s-a întâmplat cu fiul ei, Laura merge la o clarvăzătoare, iar din ce i-a indicat aceasta a descoperit în magazia de lemne, în soba acesteia, prin cenușă, sacii în care se aflau osemintele copiilor de la orfelinat care au fost uciși de Benigna ca răzbunare pentru pierderea fiului acesteia, Tomas.
Incapabil de a mai trăi în acestă casă, Carlos îi cere Laurei să se mute în alt loc, Laura acceptă cerându-i doar să o mai lase două zile singure în acea casă să-l mai caute puțin. Ea începu să recreeze ambientul de odinioară, amenajând o cameră cu pătuțuri frumos aranjate și apoi copii până atunci nevăzuți i s-au arătat și intrând în jocul lor a ajuns la o ușă ascunsă în spatele unui dulap care ducea la subsol. Aici a descoperit o cameră amenajată în care își dusese viața Tomas și tot aici fiul ei Simon se juca cu prietenul lui imaginar Tomas. Ajunsă aici îl vede pe Simon și îl acoperă cu o pătură, dar în clipa aceea acesta dispare și își dă seama că aceasta fusese doar fantoma acestuia și că acesta murise aici rămânând captiv când au renovat casa, acoperind ușa el nu a mai putut ieși. La aflarea adevărului, Laura iese afară și ea un pumn de pastile, alprazolam și moare cerând de a fi împreună cu Simon. Dorința i se împlinește și toți copii i se alătură, iar Simon a destăinuit faptul că dorința lui e ca ea, Laura, să rămână cu ei și să îi îngrijească. Carlos, venind după un timp în semn de comemorare, găsește în dormitorul refăcut pentru orfani un medalion cu Sfântul Anton apoi aude ușa dormitorului deschizându-se ușor și zâmbește.

## Distribuție
- Belen Rueda ... Laura
- Fernando Cayo ... Carlos
- Roger Príncep ... Simón
- Geraldine Chaplin ... Aurora
- Mabel Rivera ... Pilar
- Dominika Paleta ... Estefanía
- Édgar Vivar ... Prof. Leo Balabán
- Montserrat Carulla ... Benigna
- Andrés Gertrúdix ... Enrique
- Óscar Casas ... Tomás
- Mireia Renau ... Laura (fata)
- Georgina Avellaneda ... Rita
- Carla Gordillo ... Martín
- Alejandro Camps ... Víctor
- Carmen López ... Alicia
- Óscar Lara ... Guillermo
- Enric Arquimbau ... coordonatorul grupului de terapie
- Blanca Martínez ... femeia din grupul de terapie
- Carol Suárez ... Benigna în tinerețe
- Isabel Friera ... îngrijitoarea Antonia
- Fernando Marrot ... Doctorul
- Jordi Cardus ... copilul orb
- Pedro Morales ... tatăl 2